# Eduard Michan
Eduard Michan, biał. Эдуард Міхан (ur. 7 czerwca 1989) – białoruski lekkoatleta specjalizujący się w wieloboju. 
W 2007 roku uplasował się na siódmym miejscu podczas mistrzostw Europy juniorów, a w 2008 został wicemistrzem świata w tej kategorii wiekowej. Tuż za podium, na czwartym miejscu, ukończył rywalizację na młodzieżowych mistrzostwach Starego Kontynentu w 2009 roku. Na mistrzostwach Europy w Barcelonie (2010) był ósmy, a w 2011 zajął jedenastą lokatę w halowym czempionacie Europy. Reprezentant Białorusi w pucharze Europy w wielobojach lekkoatletycznych.  
Stawał na podium mistrzostw Białorusi w hali i na stadionie w różnych konkurencjach. 
Rekordy życiowe: dziesięciobój – 8152 pkt. (15 lipca 2011, Ostrawa); siedmiobój (hala) – 6145 pkt. (24 stycznia 2013, Homel). 

## Osiągnięcia
| Rok  | Impreza                                | Miejsce   | Konkurencja   | Lokata      | Wynik     |
| ---- | -------------------------------------- | --------- | ------------- | ----------- | --------- |
| 2007 | Mistrzostwa Europy juniorów            | Hengelo   | dziesięciobój | 7. miejsce  | 7345 pkt. |
| 2008 | Mistrzostwa świata juniorów            | Bydgoszcz | dziesięciobój | 2. miejsce  | 7894 pkt. |
| 2009 | Młodzieżowe mistrzostwa Europy         | Kowno     | dziesięciobój | 4. miejsce  | 7785 pkt. |
| 2010 | Superliga pucharu Europy w wielobojach | Tallinn   | dziesięciobój | 4. miejsce  | 7742 pkt. |
| 2010 | Mistrzostwa Europy                     | Barcelona | dziesięciobój | 8. miejsce  | 7999 pkt. |
| 2011 | Halowe mistrzostwa Europy              | Paryż     | siedmiobój    | 11. miejsce | 5844 pkt. |
| 2011 | Młodzieżowe mistrzostwa Europy         | Ostrawa   | dziesięciobój | 2. miejsce  | 8152 pkt. |
| 2012 | Igrzyska olimpijskie                   | Londyn    | dziesięciobój | 17. miejsce | 7928 pkt. |
| 2013 | Superliga pucharu Europy w wielobojach | Tallinn   | dziesięciobój | 2. miejsce  | 8125 pkt. |
| 2013 | Mistrzostwa świata                     | Moskwa    | dziesięciobój | 18. miejsce | 7968 pkt. |
| 2014 | Mistrzostwa Europy                     | Zurych    | dziesięciobój | –           | DNF       |